# Trdnjava Glamoč
Trdnjava Glamoč (bosansko, hrvaško in srbsko Glamočka tvrđava / Гламочка тврђава) je srednjeveška trdnjava na severnih pobočjih Staretine tik nad mestom Glamoč. Gradnja trdnjave se je začela že v 14. stoletju. Trdnjava je razglašena za narodni spomenik.

## Lega
Trdnjava Glamoč leži na stožčastem griču, približno 100 m nad sodobnim naseljem. Zavzema zadnji izrastek gorskega pobočja, katerega stranice se strmo spuščajo proti zahodu, severovzhodu in vzhodu. Mesto se najlažje približa z jugozahodnega pobočja. »Zgornji bazar« je bil najprej zgrajen okoli utrdbe, ki je zamrla ob koncu 19. in v začetku 20. stoletja.

## Zgodovina
V osmanski dobi se je mesto do leta 1833 imenovalo Biograd ali Belgradčik. Do ustanovitve kapetanije je imelo mesto Glamoč dizdar. Glamoška kapetanija je bila ustanovljena po letu 1624 in je pripadala Kliškemu sandžaku do njegovega padca leta 1689. Glamoški stotniki so bili iz rodu Ciric, nato pa iz rodu Jakirlic. Prvi znani kapitan Glamoča je bil Mustafa, ki se v zgodovinskih virih pojavlja v letih 1719 in 1730. Iz družine Jakirlić sta znana kapitana Ahmed-stotnik in njegov sin Ejub, ki sta ga nasledila pred letom 1789 in sta to funkcijo opravljala do leta 1789. V zgodovinskih virih se Ibrahim-beg omenja kot stotnik leta 1814, Hasan-stotnik pa leta 1818 kot verjetno zadnji glamočki stotnik.
Leta 1833 je bilo vpisano, da je v mestu 11 topov, od tega 4 pokvarjeni, veliko streliva in svinca, v hlevu pa ječmen in proha. Verjetno je bil v dobrem stanju, saj ni bil na seznamu mest, ki bi jih bilo treba opustiti. V notranjosti trdnjave sta bila hiša kapitana Ciriča in stavba za strelivo. Mesto je bilo leta 1851 zapuščeno in delno porušeno leta 1882.

## Opis
Oblika trdnjave je pogojena s terenom, na katerem je bila zgrajena, na planoti na vrhu nizkega stožčastega griča. Sestavljen je iz zgornje trdnjave in hleva pod njo.
Zgornja trdnjava zavzema celotno relativno ozko planoto v dolžini 62 m in širini okoli 20 m. Planota je s treh strani obrobljena s strmimi kratkimi pobočji. Zgornja trdnjava ima v najbolj dostopnem delu en bastijon, na jugovzhodnem koncu obodno obzidje na severni in južni strani s napol štrlečimi stolpi in severovzhodno obzidje, ob katerem so ostanki mošeje in nekaterih zgradb. V vznožju sedemkotnega bastijona je okrogel srednjeveški glavni stolp, ki je bil preurejen v poligonalni bastijon s premerom 9 m. Pol izbočen stolpi, po en na severnem in južnem obzidju, katerih stene so dolge okoli 6 m, so že bile prilagojene za strelno orožje. Vhod v zgornjo trdnjavo (širine 1,4 m) je bil na severnem obzidju, približno 15 m vzhodno od bastijona. Pod njim, v spodnjem skednju, so bila še ena ločena vrata-stolp. Na severovzhodnem koncu sta bila postavljena dva objekta, ločena z 1,5 m širokim prehodom. Na severovzhodnem vogalu so končni ostanki stavbe v izmeri 10 x 9 m, položeni ob obzidje. Na jugovzhodni steni objekta sta dve topovski odprtini. Odprtine so obokane, široke 1,4 m. Zgornjo utrdbo je obdajal hlev, katerega delni ostanki so vidni na spodnjem robu planote.
Ruševine mošeje so ob severovzhodnem vogalu trdnjave. Zgrajena je bila na spodnjem delu obzidja. Mošeja ima kvadraten tloris, notranje stranice so dolge 9,50 m, tri stene pa so debele 0,8 m. Četrta jugozahodna stena, ki je debela 1,5 m, se naslanja na trdnjavo. Zgrajena je iz skrbno klesanega in zloženega kamna. Kdaj je bila mošeja zgrajena, ni znano, domneva pa se, da je bila zgrajena pred koncem 16. ali v začetku 17. stoletja.

## Stanje danes
Že v 1930-ih je bilo ugotovljeno, da je ohranjenega le malo obzidja, od zunanjega opaža na bastijonu pa je ostalo le nekaj kamnov. Pol izbočeni stolpi na obodnem obzidju so znani le v temeljih. Tretji stolp pod vhodom v območje je prepoznaven po mestu, kjer je bil zgrajen, in po vdolbini na polju. Nadzemni deli obodnih zidov so ponekod komaj opazni, nadzemni ostanki pa segajo komaj en meter. Okoli mošeje, v prehodu med mošejo in poslopjem na severovzhodni strani zgornje trdnjave, izstopa kup dobro klesanega in na nekaterih kosih profiliranega kamna. Redki ostanki obzidja spodnjega dela so komaj prepoznavni. Spomenik kot celota je ogrožen.

## Galerija
- Trdnjava
- Stolp